# Fedir Bohatyrtschuk
Fedir Parfenowytsch Bohatyrtschuk (auch: Fjodor/Fedor Bogatirtschuk/Bogatyrtschuk/Bohatyrczuk; ukrainisch Федір Парфенович Богатирчук; russisch Фёдор Парфеньевич Богатырчук; englisch Fedor Bohatirchuk oder Bogatyrchuk; * 14.jul. / 26. November 1892greg. in Kiew, Russisches Reich; † 4. September 1984 in Ottawa, Kanada) war ein ukrainisch-kanadischer Schachspieler.
Bohatyrtschuk war Radiologe und tat sich auch als politischer Aktivist hervor. Bekannt wurde er allerdings als Schachspieler.

## Zeit in der UdSSR
Fedir Bohatyrtschuk erlernte das Schachspiel im Alter von 15 Jahren. 1910 gewann er erstmals die Stadtmeisterschaft von Kiew, vor Efim Bogoljubow. 1914 nahm er am Hauptturnier A in Mannheim teil. Als das Turnier wegen des Kriegsausbruchs abgebrochen wurde, lag er auf Platz 6–10. Alle russischen Teilnehmer wurden vorläufig interniert.
Er nahm an sechs UdSSR-Meisterschaften (1923, 1924, 1927, 1931, 1933, 1934) teil; einen seiner größten Erfolge feierte er dabei 1927 in Moskau bei der 5. Meisterschaft der UdSSR. Dort belegte er zusammen mit Pjotr Romanowski den ersten Platz und verwies Stars wie Michail Botwinnik und Fjodor Dus-Chotimirski auf die Plätze. Beim ersten Internationalen Schachturnier in Moskau 1925 erreichte er den 11. Rang. 1926 veröffentlichte er das erste Schachlehrbuch in ukrainischer Sprache. 
Beim internationalen Turnier in Moskau 1935 gewann er eine bekannte Partie gegen Botwinnik. Da dieser als Anwärter auf den Weltmeistertitel massiv staatlich unterstützt wurde, zog sich Bohatyrtschuk durch diesen Sieg den Unmut hoher Funktionäre wie Nikolai Krylenko zu. Krylenko drohte Bohatyrtschuk: „Nie mehr werden Sie Botwinnik besiegen!“

## Zweiter Weltkrieg
Während des Zweiten Weltkrieges war Bohatyrtschuk unter anderem für das Rote Kreuz und auch für die deutschen Besatzer tätig. Als die sowjetischen Truppen nach Westen vorrückten, floh er zuerst nach Krakau, dann nach Deutschland, wo er einige Zeit lebte und unter Decknamen wie Bogenko und Bogenhols an Schachturnieren teilnahm. 1944/45 arbeitete er für die Russkaja Oswoboditelnaja Armija (Russische Befreiungsarmee). In der Sowjetunion galt er daraufhin als Unperson, sein Name wurde aus den Schachbüchern getilgt.

## Kanada
Im Jahre 1948 wanderte er nach Kanada aus und wurde 1949 kanadischer Staatsbürger. Dort lehrte er an der Universität Ottawa. In den Jahren 1949, 1951 und 1955 nahm er an den kanadischen Meisterschaften teil, 1949 erreichte er dabei den zweiten Platz. 1954 spielte er für Kanada bei der Schacholympiade in Amsterdam. Im gleichen Jahr verlieh ihm die FIDE den Titel eines Internationalen Meisters, den Großmeistertitel erhielt er aufgrund einer Intervention des sowjetischen Schachverbandes nicht. Später wandte er sich dem Fernschach zu und erreichte dort 1967 ebenfalls den IM-Titel. 
Mit seiner besten historischen Elo-Zahl von 2629 lag er im Oktober 1927 auf Rang 15 der nachträglich berechneten Weltrangliste.

## Ehrungen
- 1955: Barclay Medal der British Radiological Society
- 1960: Ehrenmitglied der Canadian Radiological Society